# San Isidro, Berriozábal
San Isidro är en ort i Mexiko.   Den ligger i kommunen Berriozábal och delstaten Chiapas, i den sydöstra delen av landet, 700 km öster om huvudstaden Mexico City. San Isidro ligger 895 meter över havet och antalet invånare är 111.
Terrängen runt San Isidro är kuperad österut, men västerut är den platt. Terrängen runt San Isidro sluttar österut. Runt San Isidro är det ganska tätbefolkat, med 166 invånare per kvadratkilometer. Närmaste större samhälle är Tuxtla Gutiérrez, 17,5 km öster om San Isidro. I omgivningarna runt San Isidro växer huvudsakligen savannskog.